# Kaptajnens hjerte
|  | Denne artikel er oprettet af botten Steenthbot ud fra en ekstern database. Den kan derfor have sproglige fejl eller mangler. Denne skabelon kan fjernes efter kontrol af indholdet. |

Kaptajnens hjerte er en dansk dokumentarfilm fra 2021 instrueret af Simon Bang.

## Handling
Knud stikker til søs som 14-årig. Da han 50 år senere går i land, er det med kaptajnskasket og minder fra to verdenskrige i skibskisten. Han har overlevet ubådsangreb, havarier og den gule feber. Undervejs møder han også kærligheden, og selvom det ikke er let at være både kaptajn og familiefar, har Anna og børnene dyrket ham som en helt. Men da han går i land, fanges han i nye stormvejr, som selv ikke to verdenskrige har kunnet forberede ham på.

## Medvirkende
- Ida Jakobsson
- Ulla Bang
- Simon Bang